# Joe Hilton
Joe Hilton (20 tháng 7 năm 1931 – tháng 6 năm 1995) là một cầu thủ bóng đá thi đấu ở vị trí Inside forward tại Football League cho Leeds United và Chester.